# Book of the Dead (anthologie)

Book of the Dead est une anthologie composée de seize nouvelles rassemblées par John Skipp (en) et Craig Spector. Elle est parue en juin 1989 aux éditions Bantam Books. L'ouvrage est constitué uniquement d'histoires de zombies dans le but de célébrer le 20e anniversaire du film La Nuit des morts-vivants de George Romero. Ce recueil a connu une suite, Still Dead: Book of the Dead 2, publiée en 1992.
Book of the Dead a été nommé au prix World Fantasy de la meilleure anthologie 1990.

## Contenu
- Blossom par Chan McConnell
- Mess Hall par Richard Laymon
- It Helps If You Sing par Ramsey Campbell
- Accouchement à domicile (Home Delivery) par Stephen King
- Wet Work par Philip Nutman
- A Sad Last Love at the Diner of the Damned par Edward Bryant
- Bodies and Heads par Steve Rasnic Tem
- Choices par Glen Vasey
- The Good Parts par Les Daniels
- Less Than Zombie par Douglas E. Winter
- Like Pavlov's Dogs par Steve Boyett (en)
- Saxophone par Nicholas Royle (en)
- On the Far Side of the Cadillac Desert with Dead Folk par Joe R. Lansdale
- Dead Giveaway par Brian Hodge (en)
- Jerry's Kids Meet Wormboy par David J. Schow
- Eat Me par Robert McCammon